# Casper Verner-Carlsson
Casper Ivar Verner-Carlsson, född 3 maj 1956 i Stockholm, är en svensk författare och översättare. Till vardags arbetar han på Reginateatern i Uppsala (2014).
Han är son till regissören Per Verner-Carlsson och skådespelerskan och bibliotekarien Bodil Kåge.

## Filmografi
- 1966 – Mästerdetektiven Blomkvist på nya äventyr - Anders
- 1969 – Herkules Jonssons storverk - Göran

## Teater
| År   | Roll  | Produktion                                               | Regi       | Teater                     |
| ---- | ----- | -------------------------------------------------------- | ---------- | -------------------------- |
| 1961 | Kanin | Herr Paddas bravader (Toad of Toad Hall) Kenneth Grahame | Jan Hemmel | Stockholms skolbarnsteater |